# Rivière à Dupuis
Rivière à Dupuis är ett vattendrag i Kanada.   Det ligger i provinsen Québec, i den östra delen av landet, 900 km nordost om huvudstaden Ottawa.
I omgivningarna runt Rivière à Dupuis växer i huvudsak barrskog. Trakten runt Rivière à Dupuis är nära nog obefolkad, med mindre än två invånare per kvadratkilometer.